# .lv
.lv je vrhovna internetska domena (country code top-level domain - ccTLD) za Latviju. Domenom upravlja Institut za matematiku i kompjutorske nauke.

## Vanjske poveznice
- IANA .lv whois informacija  Arhivirana inačica izvorne stranice od 7. rujna 2008. (Wayback Machine)